# Wim De Decker

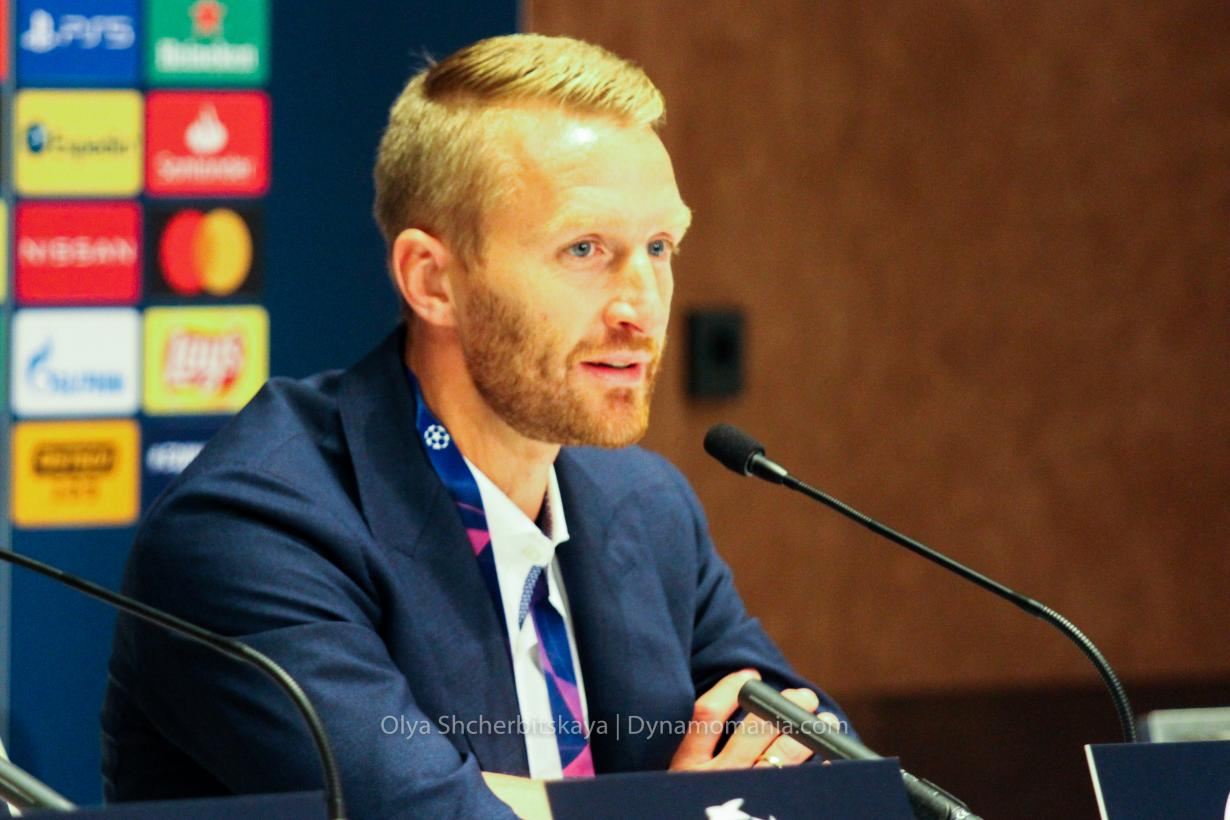
Wim De Decker

Wim de Decker (nascido em 6 de abril, 1982 em Temse ) é um futebolista belga que foi convocado para a seleção nacional. Ele joga no meio-campo defensivo e o seu clube é o Germinal Beerschot.
Títulos
- Vencedor da Taça da Bélgica 2005.